# Pirámide organizacional
Toda organización se caracteriza por tener recursos para el logro de sus objetivos y una división de trabajo que permite alcanzar los objetivos como mayor eficiencia. Existen dos tipos de divisiones: la horizontal donde se divide el trabajo , y la vertical que genera una estructura jerárquica según las responsabilidades de decisión. A ésta se la denomina pirámide organizacional, y cuyos niveles son:
- Nivel superior o estratégico: Elabora las políticas y estrategias de la organización. Determina los objetivos a largo plazo y el modo en que la organización ha de interactuar con otras entidades. Se toman decisiones que afectan a toda la organización. En este nivel se encuentran el presidente, el directorio, el gerente general, etcétera.

- Nivel medio o táctico: Coordina las actividades que se desarrollan en el nivel inferior u operativo, se realiza el control de la gestión realizada así como las decisiones que se toman y que afectan a un sector, área o departamento específico. En este nivel se encuentra el gerente de producción, administración de ventas, etcétera.

- Nivel inferior u operativo: Su función es realizar en forma eficaz las tareas que se realizan en la organización. Se realizan tareas rutinarias programadas previamente por el nivel medio. Se plantea como debe realizarse la actividad que se desarrolla o el servicio que presta. Pertenecen a este nivel los empleados administrativos de dicha empresa u organización, obreros, etcétera.

- Datos: Q6076690